# Aeroclub Allen
El Aeroclub Allen (OACI: ? - FAA: ALL) es un aeroclub ubicado en la ciudad de Allen, provincia de Río Negro, Argentina.
Ubicado a 1500 m al norte la ciudad, fue inaugurado el 15 de mayo de 1958. Se realizan vuelos de bautismo, vuelos a vela, instrucciones y entrenamientos.